# Ядерна енергетика Італії
Експлуатація ядерної енергії в Італії відбувалася між 1963 і 1990 роками. П'ять італійських атомних електростанцій були закриті через досягнення граничного терміну експлуатації або після референдуму 1987 року. Дебати щодо можливого відновлення ядерної енергетики, які почалися між 2005 і 2008 роками, завершилися референдумом 2011 року, на якому були скасовані деякі положення, спрямовані на полегшення будівництва атомних електростанцій.

## Історія

### Зародження італійської ядерної програми

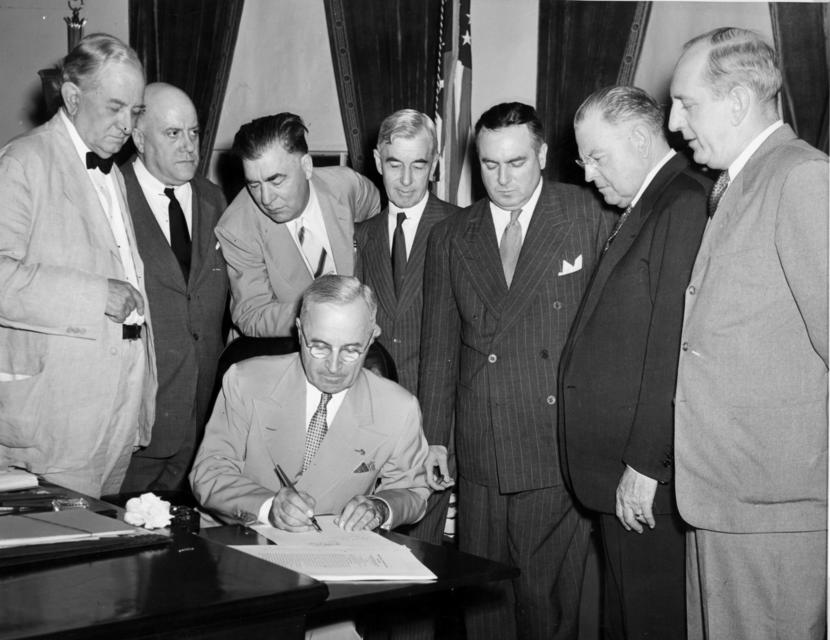
Президент Гаррі Трумен підписує Акт про атомну енергію в 1946 році

Відразу після закінчення Другої світової війни італійські промислові групи та дослідницькі центри взялися за розвиток національної ядерної програми. У 1946 році народився Центр інформаційних досліджень та досвіду (CISE), в якому брали участь такі фізики та інженери, як Маріо Сільвестрі та Джорджіо Сальвіні, а також деякі з великих італійських компаній: міланська електроенергетична компанія, Cogne, Edison, Falck, Fiat, Montecatini, Pirelli, Sade і Terni. Зусилля Італії в галузі ядерної енергії, однак, стримувалися Сполученими Штатами Америки, які в 1946 році Законом про атомну енергію обмежили доступ до ядерних технологій ворожим країнам під час війни, а мирними угодами 1947 року заборонили Італії мати промисловість для збагачення палива. Крім того, за планом Маршалла Сполучені Штати не фінансували реалізацію ядерної програми, воліючи натомість спрямувати італійську та європейську енергетичну політику на залежність від американської нафти.
Проте розвиток італійської ядерної програми тривав, у 1951 році Національним інститутом ядерної фізики (INFN) було засновано Національний комітет ядерних досліджень (CNRN) у 1952 році під керівництвом Франческо Джордані, колишнього президента IRI під час фашизму. З локалізацією деяких родовищ урану в північній Італії Сполучені Штати запропонували навчити необхідний технічний персонал, якщо в майбутньому Італія зберігає лише кількість, необхідну для своєї ядерної програми з видобутого урану. Під час президентства Дуайта Д. Ейзенхауера та його програми «Атом для миру» Сполучені Штати почали перші дискусії з італійським урядом щодо реалізації ядерної програми, а в 1955 році були підписані перші угоди та надіслані перші матеріали. Однак співпраця США залишалася обмеженою через присутність Комуністичної партії Італії та бажання італійського уряду Енріко Маттеї та Eni розвивати повністю державний ядерний сектор, що працює на незбагаченому урані, таким чином роблячи себе незалежним від Технології збагачення США.

### Будівництво електростанцій у 1960-х роках

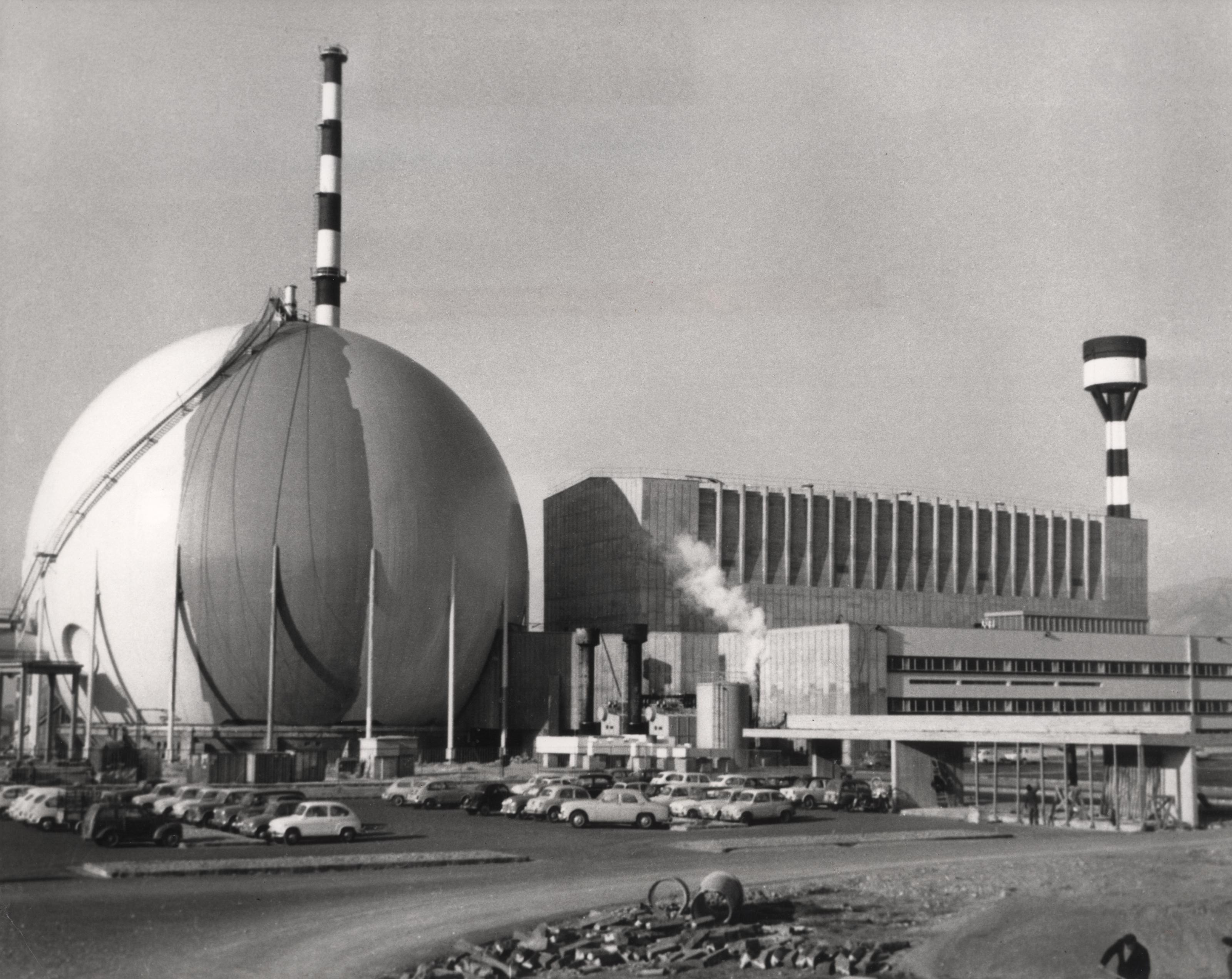
Атомна електростанція Гарільяно в шістдесяті роки

Протягом 60-х років Італія побудувала на своїй території три станції першого покоління на основі трьох найбільш інноваційних технологій того часу: реактори BWR і PWR виробництва США та типу Magnox виробництва Британії.
Враховуючи, що на ранніх етапах використання ядерної енергії було багато технологій, і що всі переваги та проблеми, пов’язані з кожною з них, ще не були відомі, Італія запровадила три станції з різними методами виробництва (навіть якщо всі англо-американські), які представляли, для кожного з них, майже моделі прототипів і, отже, також служили Сполученому Королівству та США для експериментів за кордоном з материнськими реакторами їхніх відповідних ланцюгів постачання.
Перша італійська атомна електростанція була побудована в Латіні, електростанція з одним реактором типу Magnox потужністю 210 МВт брутто, яка після завершення будівництва 12 травня 1963 року представляла найпотужнішу модель того часу в Європі.
Вісім місяців по тому було підготовлено реактор Сесса Аурунка, який відбувся менше ніж через рік після установки Тріно, який мав у своєму розпорядженні реактор PWR Westinghouse від 270 МВт брутто, і що на момент його введення в експлуатацію це була найпотужніша АЕС у світі.
У 1966 році Італія була третім за величиною виробником у світі після Сполучених Штатів Америки та Великої Британії. Енергія, вироблена цими трьома електростанціями, була, однак, незначною порівняно з загальнодержавним виробництвом, до якого вони приносили в середньому 3-4%.
1 січня 1970 року почалося будівництво четвертої електростанції Каорсо.

### Нафтова криза

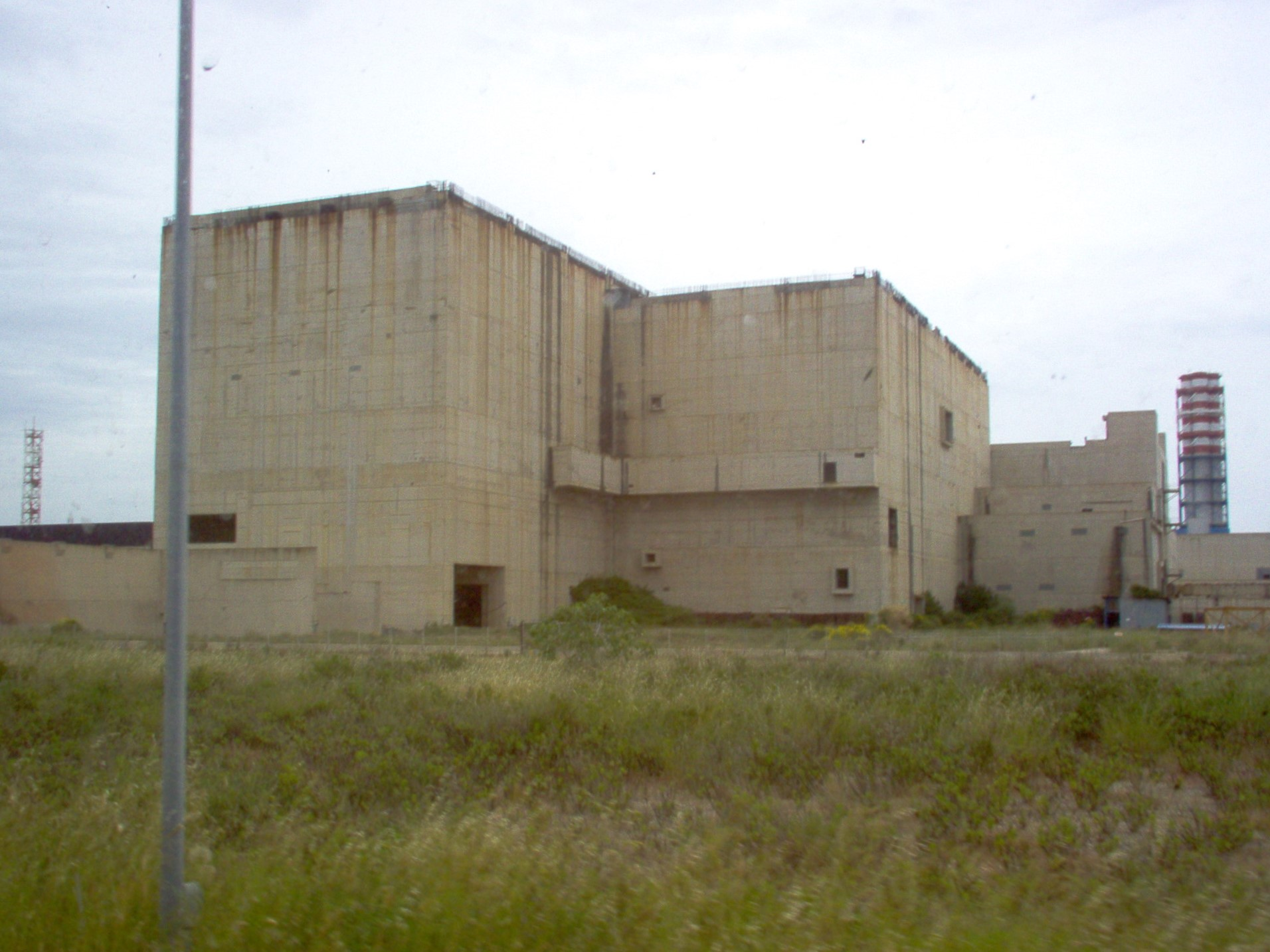
Електростанція Монтальто ді Кастро

В Італії протягом шістдесятих років нафтові компанії, щоб стримати інвестиції та збільшити прибутки, вирішили побудувати численні нафтопереробні заводи низького технологічного рівня на національній території. Зокрема, були побудовані непридатні для крекінгу заводи, внаслідок чого після переробки частина нафти від 50% до 55% поверталася у вигляді мазуту, багатого на сульфіди. Через наявність надзвичайно жорстких законів щодо забруднення надлишок мазуту може використовуватися на термоелектростанціях Enel, таким чином роблячи атомну енергетику економічно недорогою. Під час керівництва Enel Арнальдо Марії Анджеліні в Італії частка електроенергії, отриманої з мазуту, зросла з 23% у 1963 році (16,3 ТВт-год) до 59% у 1973 році (85,8 ТВт-год). Через цю політику, коли в 1973 році вибухнула нафтова криза, Італія сильно постраждала.
Вразливість італійської енергетичної системи спонукала Enel до реалізації проекту зі зменшення залежності від викопного палива. Оскільки сектор гідроенергетики був вже насичений, а технології використання вітрової та фотоелектричної енергії все ще перебували на експериментальній стадії, єдиним вибором для можливої диверсифікації енергії стала атомна енергетика. Тому було запропоновано амбітний план, який передбачав реалізацію протягом десяти років десяти атомних електростанцій, кожна з яких складалася з двох ідентичних реакторів по 1000 МВт кожен, загальною потужністю 20 000 МВт, коли на той час встановлена ядерна потужність становила 577 МВт. Тому у вересні 1975 року проект був включений до Національного енергетичного плану, який, однак, не вказував на будівельні майданчики та тип станцій, які планується збудувати. З огляду на розширення парку реакторів, Італія брала участь у будівництві заводів зі збагачення урану на ядерному майданчику Трікастін, попередньо закуповуючи збагачений уран, який згодом перепродували собі в збиток. Єдина дія для реалізації плану була зроблена в 1976 році, коли було вирішено побудувати електростанцію Монтальто ді Кастро з двома киплячими ядерними реакторами (BWR) з 982 МВт чистої електричної потужності кожен. Друга електростанція також була намічена в Тріно, перша на основі «Єдиного ядерного проекту», який тоді зароджувався, з двома ядерними реакторами з водою під тиском (PWR) потужністю 950 МВт кожен.

### Референдум 1987 року

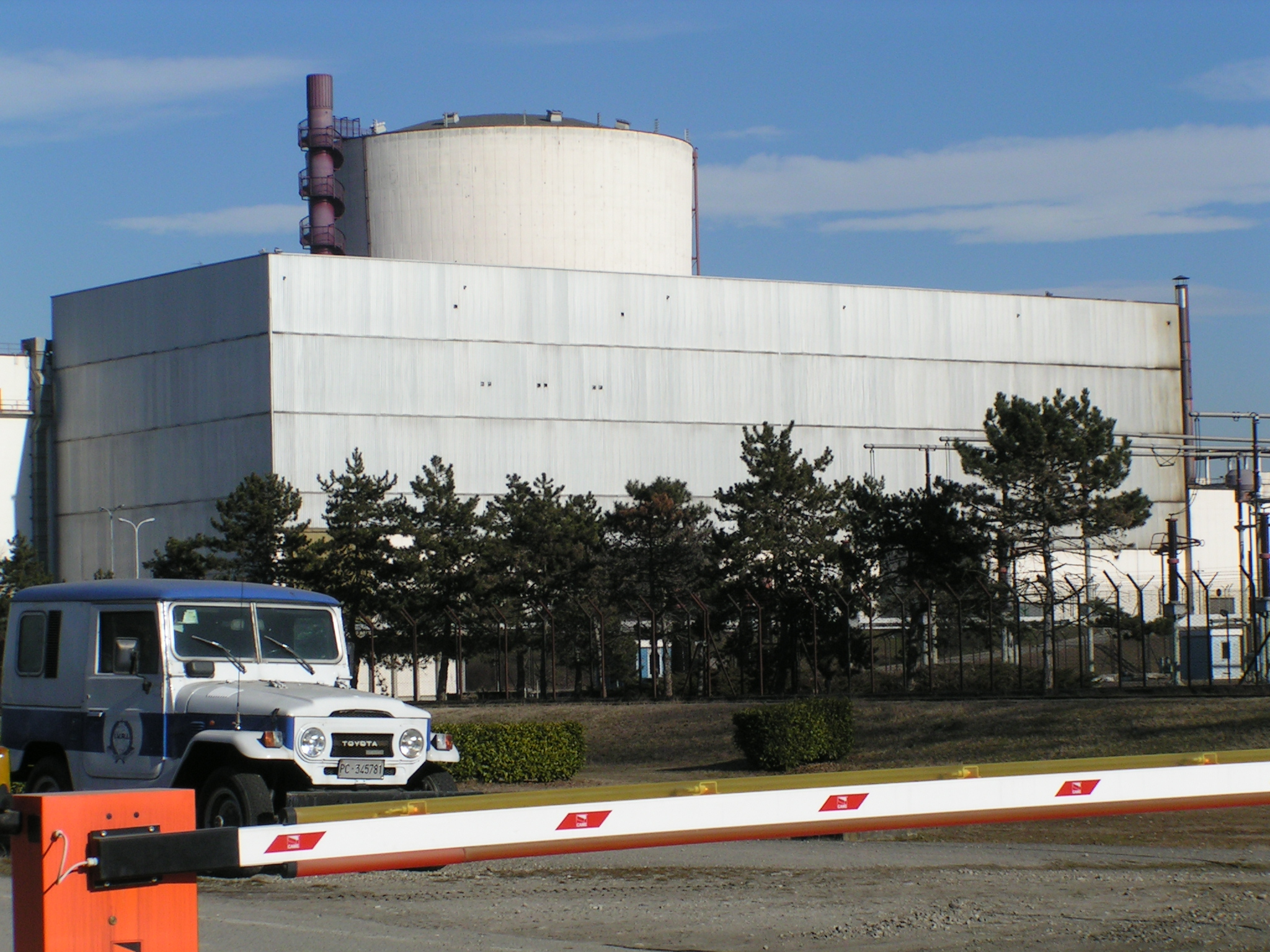
Атомна електростанція Каорсо

У 1980-х роках безпека ядерних установок викликала все більше занепокоєння. Після аварії на Три-Майл-Айленд у 1979 році початок комерційної експлуатації станції в Каорсо було відкладено, щоб забезпечити деякі оновлення систем безпеки.
У 1982 році станція Сесса Аурунка, яка уже зупинявся з 1978 року через поломку одного з вторинних парогенераторів, була остаточно зупинена після оцінки неекономічної природи ремонту.
Аварія на Чорнобильській АЕС 1986 року призвела до трьох національних референдумів щодо ядерної галузі в Італії наступного року. Під час цієї народної консультації близько 80% виборців висловилися за запити, висунуті промоутерами. Три референдуми прямо не забороняли будівництво нових електростанцій і не вимагали закриття існуючих або тих, що будуються, а обмежилися скасуванням так званих «компенсаційних зборів» з місцевих органів влади, де були визначені ділянки для будівництво нових атомних електростанцій, а також правило, яке надає CIPE право самостійно вибирати майданчики у разі відсутності згоди щодо цього з відповідними муніципалітетами, а також забороняти Enel брати участь у будівництві АЕС за кордоном.
Між 1988 і 1990 роками уряди Горіа, Де Міта та Андреотті VI поклали кінець італійському ядерному досвіду, відмовившись від Єдиного ядерного проекту та закривши три все ще діючі електростанції Латина, Тріно та Каорсо.
Дві станції «Латина» та «Тріно» вже були практично наприкінці свого життєвого циклу, будучи спроектованими таким чином, щоб вони могли працювати протягом 25-30 років після ввімкнення реактора, і тому єдина станція, яка фактично була добре закрита напередодні завершення очікуваного циклу була станція Каорсо.
Що стосується заводів, що будуються, і тих, що плануються, будівництво електростанції Монтальто ді Кастро було перервано, територія якої, використовуючи переваги вже побудованих випусків морської води, була потім повторно використана для будівництва багатопаливної електростанції Алессандро Вольта, тоді як для проекту другої установки Тріно було визначено та підготовлено лише ділянку, яка пізніше була використана для підготовки газової установки комбінованого циклу.
З 1999 року майданчики італійських атомних електростанцій належать і управляються SOGIN, і разом з іншими ядерними комплексами, присутніми на території Італії, демонтуються та заплановані до виведення в навколишнє середовище без будь-яких радіологічних обмежень до 2025 року.
У період діяльності до 1987 року італійські атомні електростанції виробляли радіоактивні відходи, які в жовтні 2011 року становили 98% переробних заводів Areva в Ла Гаазі у Франції (звідки вони будуть повернуті переробленими в 2025 році) і BNFL у Селлафілді у Великій Британії (який повернеться у 2017 році).
Раніше їх розміщували в басейнах самих заводів або в басейнах заводу EUREX у Салуджії.

### Еволюція виробництва електроенергії після 1987 року

#### Замінні джерела ядерної енергії

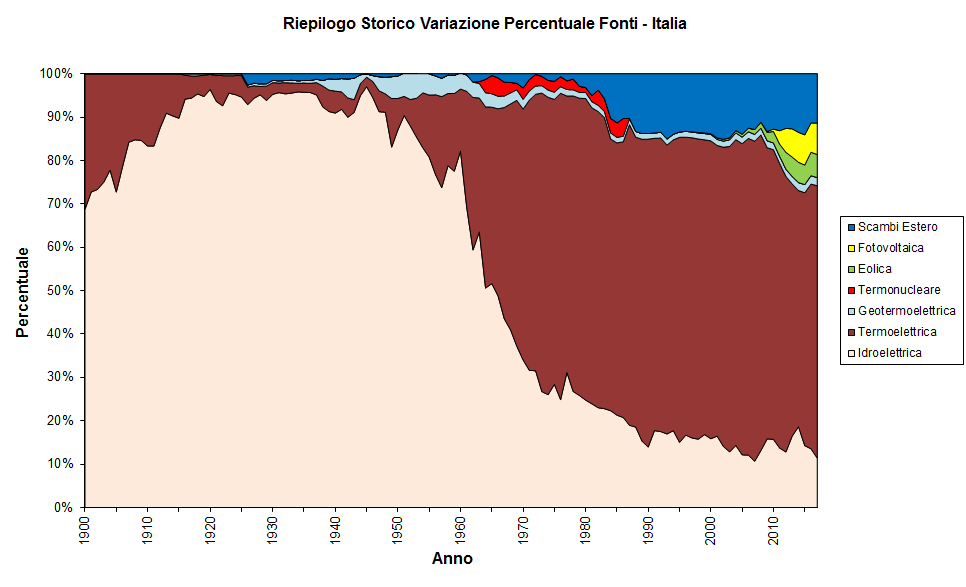
Історичний ряд відсотків використання в Італії різних джерел енергії для цілей виробництва електроенергії (обробка даних, опублікованих Terna (компанія)).

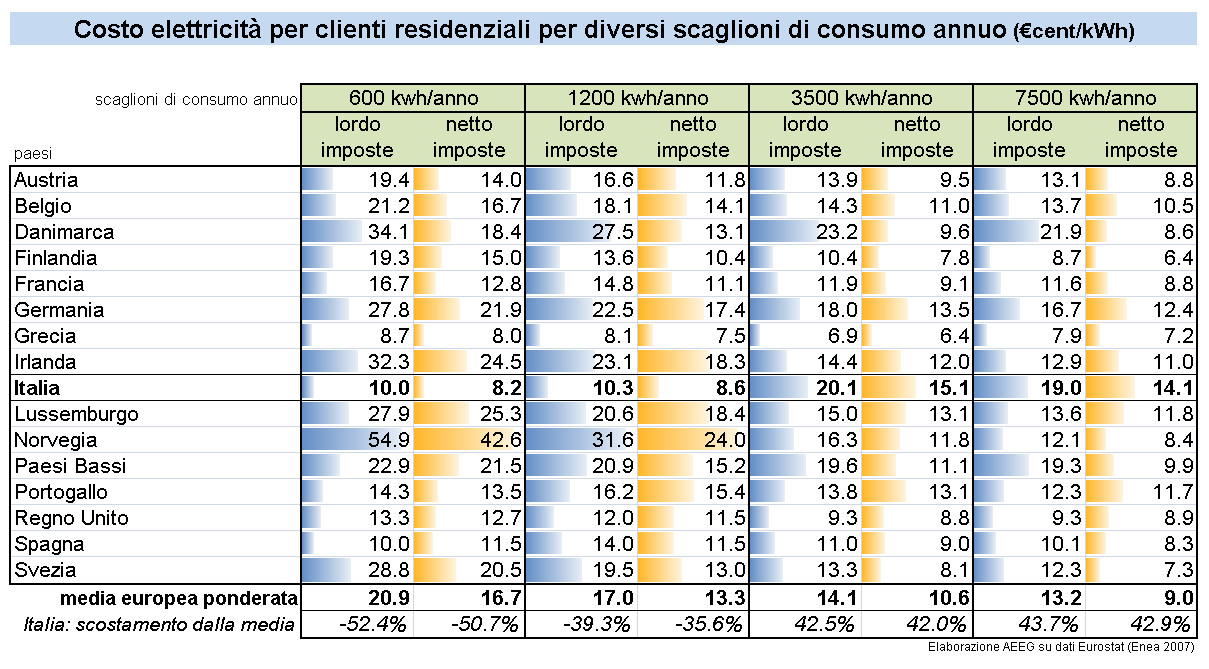
Кінцева вартість побутового споживача електроенергії в Європі, поділена на різні категорії річного споживання.

Дефіцит виробництва електроенергії з ядерних джерел, пік якого в 1986 році становив 4,5% від загального, але в попередні роки загалом становив близько 3-4%, був компенсований збільшенням використання викопного палива, зокрема вугілля і газу, а також нафти/мазуту, і з подальшим збільшенням імпорту, який загалом зріс з 23 ТВт-год у 1987 році до 31 ТВт-год у 1988 році, на додаток до того, що вже необхідно щороку покривати загальне збільшення споживання, яке в 1987 році становло 4,9%, а в 1988 р. +5,1%.
Згодом від використання вугілля та нафти/мазуту дедалі більше відмовлялися на користь газу, який нині є основним викопним джерелом, що використовується для виробництва електроенергії.

#### Можливий вплив на ціни електроенергії
Італійський сценарій у цьому відношенні є досить різноманітним, оскільки, згідно з дослідженням ENEA, для домогосподарств зі скромним споживанням витрати у 2006 році були одними з найнижчих у Європі (приблизно половина середнього континентального рівня споживання менше 600 кВт-год), тоді як для домогосподарств із високим рівнем споживання значення виразніше помітні (більш ніж на 40% вище середнього).
Для промислових споживачів ситуація завжди така, що витрачається більше електроенергії, ніж у середньому по Європі, надлишок коливається від мінімуму близько 15% для споживання менше ніж 50 МВт-год до максимуму близько 35% для використання рівного 10 ГВт-год.
Упродовж років після цього звіту ситуація практично не змінилася.
Інші спостерігачі зазначають, що ця розбіжність є постійною як щодо європейських ядерних країн, так і щодо решти інших і що, отже, вищі витрати спричинятимуться різними причинами, такими як застаріла розподільна мережа, слабка конкуренція з боку ринку електроенергії, високе оподаткування (яке станом на 1 жовтня 2011 року обтяжує «стандартний рахунок» приблизно на 14,11%) та наявність значних «загальносистемних зборів», більшість з яких (що дорівнює приблизно 11,65% від «стандартного рахунку») представлена, через компонент A3, стимулами для відновлюваних та подібних джерел.

### Інвестиції за кордоном
Після референдуму 1987 року інвестиції Enel у ядерне виробництво за кордоном також були призупинені.
Це положення було вилучено зі статті 1 п. 42 закону від 23 серпня 2004 р. п. 239 опубліковано в Офіційному віснику Італійської Республіки - Загальна серія n. 215 від 13 вересня 2004 р. і набрав чинності 28 вересня 2004 р. («закон Марцано»).
У лютому 2005 року Enel SpA змогла придбати 66% Slovenské Elektrárne a.s., найбільшого виробника електроенергії в Словаччині та другого за величиною в Центрально-Східній Європі з понад 7 000 МВт встановленої потужності, з яких 1 762 МВт виробляються чотирма радянськими реакторами типу ВВЕР440. Італійська компанія запропонувала профінансувати будівництво двох нових реакторів у Словаччині (третій і четвертий блоки Моховце в центрі країни), які з 1991 року стояли на стадії проекту через брак коштів. Будівництво цих двох реакторів (типу ВВЕР440 з 391 МВт корисної потужності кожен) офіційно відновлено 11 червня 2009 року і використовуватиме систему, яка є сумішшю російської, французької та німецької технологій.
Також у 2005 році Enel SpA підписала угоду з Électricité de France про участь у розробці передової ядерної енергії третього покоління, EPR (Європейський реактор з водою під тиском), з орієнтовними інвестиціями в 375 мільйонів євро (що дорівнює 12,5% загальних витрат) на будівництво (розпочате 3 грудня 2007 р.) нового реактора загальною електричною потужністю 1 650 МВт на електростанції Фламанвіль (на півострові Котантен, на узбережжі Ла-Маншу в Нижній Нормандії). В обмін на це компанія отримала можливість відправити своїх співробітників для стажування на місці, таким чином набувши навичок і людських ресурсів, необхідних для повернення до ядерної енергетики в Італії. Крім того, 30 листопада 2007 року між двома компаніями було укладено подальшу угоду, яка дозволить італійській отримати 3% французького енергетичного ринку шляхом придбання акцій приблизно на 2 мільярди євро, включаючи 12,5% у шести запланованих блоках (включаючи реактор EPR у Фламанвілі) які на 40-49% використовуватимуть газ. І навпаки, Électricité de France матиме виробничі активи Enel SpA (яка також має доступ до японсько-американської ядерної технології Toshiba – Westinghouse Electric Company через спільне підприємство з іспанською енергетичною компанією Endesa) у Словаччині, Болгарії та Росії, а також мажоритарний пакет акцій Italenergia Bis (холдингова компанія, яка контролює Edison SpA) остаточно звільнений. Потім у грудні 2012 року угоду між Enel і EDF було розірвано через право виходу з проекту Flamanville 3, що будується в Нормандії, та інших п'яти реакторів, які будуть побудовані, таким чином укладаючи угоду про стратегічну співпрацю. Після виходу з проекту Enel отримає компенсацію за авансовані витрати щодо її 12,5% частки в проекті на загальну суму приблизно 613 мільйонів плюс нараховані відсотки. Будівництво реактора, як пояснюється в записці, «зазнало затримок і збільшило витрати. Ця ситуація погіршується значним зниженням попиту на електроенергію та невизначеністю термінів для подальших ядерних інвестицій у Франції. Крім того, референдум у червні 2011 року в Італії, який перешкодив розвитку атомної енергетики в країні, знизив стратегічну значимість усієї угоди про співпрацю з EDF».
Ansaldo Energia SpA, яка належить Finmeccanica SpA, також повернула до повноцінної діяльності одну зі своїх дочірніх компаній, Ansaldo Nucleare SpA, яка, маючи 30-річний досвід роботи в ядерній галузі, завершила будівництво 31 жовтня 2007 року через спільне підприємство з канадською компанією AECL, другого реактора румунської електростанції Чорнавода, але яка в будь-якому випадку ніколи не переривала своєї співпраці у Вірменії, Україні (включаючи Чорнобиль), Китаї та Франції з іншими виробниками для виробництва та тестування інноваційних компонентів.
Ця компанія також відіграла піонерську роль у розробці передових реакторів третього покоління з «пасивною технологією» (система, яка дозволяє уникнути проблем з охолодженням реактора після відключення електроенергії), співпрацюючи з найперших етапів (2001) з групою Toshiba - Westinghouse Electric Company до розробки реактора AP1000, а зараз займається, серед іншого, проектуванням захисної оболонки китайської атомної електростанції Саньмень.
У жовтні 2011 року вона також приєдналася до спільного підприємства, заснованого в серпні 2010 року британськими компаніями Nuvia і Cammell Laird для участі в проектуванні та будівництві важких компонентів для реакторів AP1000 і EPR майбутніх атомних електростанцій Великої Британії.

### Відновлення ядерної дискусії (2008-2011)
Політичні дебати відновилися після стрімкого зростання цін на природний газ і нафту в період між 2005 і 2008 роками і призвели до рішення IV уряду Берлусконі відновити ядерні потужності в Італії задля виробництва електроенергії.
Згідно з розслідуванням L'Espresso, Франція та Сполучені Штати в цей період розпочали інтенсивні дипломатичні контакти з Італією, щоб заохотити будівництво нових атомних станцій в Італії, тому що дві країни є одними з головних експортерів ядерних технологій, так і задля того щоб зменшити залежність Італії від метану, за допомогою якого Росія могла б впливати на політику Італії.
У цьому сенсі міністр економічного розвитку Клаудіо Скайола запропонував будівництво десяти нових реакторів з метою досягнення виробництва електроенергії з ядерної енергії в Італії, що дорівнює 25% від загального обсягу, що, пов'язане зі збільшенням до 25% того, що постачається з відновлюваних джерел, призвело б до скорочення до 50% енергії викопного походження. Заявленою метою цієї політики було скорочення викидів парникових газів, зменшення енергетичної залежності від закордонних постачань та зниження вартості електроенергії для кінцевого споживача.
15 липня 2009 року сама Enel SpA заявила через свого керуючого директора Фульвіо Конті та міністра економічного розвитку Клаудіо Скайолу, що вона не проситиме стимулів чи субсидій від держави, але, щоб мати можливість заспокоїти інвесторів, які авансуватимуть необхідний капітал, «мінімальний гарантований поріг» був би необхідним у тарифах на продаж електроенергії подібно до так званих субсидованих цін CIP6, що оплачуються рахунками.

#### Законодавчі втручання
Намір повернутися до ядерного виробництва в Італії вперше постулювався у визначенні «Національної енергетичної стратегії» відповідно до статті 7 декрету-закону від 25 червня 2008 р., n. 112 і згодом регулюється статтями 25, 26 і 29 закону від 23 липня 2009 р., n. 99 та законодавчим декретом від 15 лютого 2010 р., n. 31.
Після звернення трьох регіонів щодо неконституційності деяких пунктів закону 18 лютого Рада міністрів затвердила нову редакцію Законодавчого декрету 31/2010 про ядерні об'єкти. Окрім адаптації до рішення Конституційного Суду, новий проект виправив деякі «суттєві помилки та невідповідності», уточнив технічні вимоги, необхідні для будівництва та експлуатації реакторів і технологічного парку, уточнив стратегічні процедури екологічної оцінки, перевизначив адміністративні процедури, терміни та економічні вигоди для ділянок, де будуть розміщені станції. Нарешті, було додано, що національне сховище буде зберігати не лише ядерні відходи, отримані зі старих станцій, але й з інших атомних станцій: це ширше визначення включає Eurex в Салуджі, Itrec в Ротонделі та IPu та Opec з Касацца.
Цей останній захід, серед іншого, визначив суму компенсації для населення, підприємств та адміністрацій місць, де будуть побудовані атомні станції (стягується з тих, хто їх будує).
Десять італійських регіонів (Базиліката, Калабрія, Емілія-Романья, Лаціо, Лігурія, Марке, Молізе, Апулія, Тоскана та Умбрія) оскаржили закон від 23 липня 2009 р., n. 99 (у частині, яка надає уряду дозвіл на відновлення роботи атомних станцій на національній території), оскільки вони вважають неконституційною апеляцію, пізніше відхилену судом 24 червня 2010 року.
Три з цих регіонів (Емілія-Романья, Апулія та Тоскана) також подали заяву про конституційну нелегітимність різних пунктів Законодавчого декрету від 15 лютого 2010 р., n. 31. У вироку № 33/2011 Конституційний Суд висловився щодо апеляцій, ухваливши, що перед будівництвом атомної станції необхідно запитати думку регіону, який її прийматиме, але вона не буде обов’язковою, встановивши статтю 4 нелегітимною , «в частині, в якій не передбачено, що відповідний регіон до узгодження з Єдиною конференцією повинен висловити свою думку щодо видачі єдиного дозволу на будівництво та експлуатацію атомних станцій». Ті самі три регіони також оскаржував конституційну легітимність інших частин указу, але ці запити були визнані неприйнятними або необґрунтованими.
Відтак 18 лютого Рада міністрів затвердила нову редакцію законодавчого декрету 31/2010 про ядерні об’єкти, яка, окрім адаптації до рішення Конституційного суду, виправила деякі «суттєві помилки та невідповідності» та уточнила кілька інших аспектів закону.
Уряд, у свою чергу, звернувся до Конституційного суду з вимогою скасувати (як у порушення Розділу V Конституції) регіональні закони, ухвалені трьома регіонами (Апулія, Базиліката та Кампанія), які в односторонньому порядку забороняють встановлення атомних станцій, апеляція прийнята в перші дні листопада 2010 р.

#### Міжнародні договори
Паралельно із законодавчими втручаннями, 24 лютого 2009 року італійський уряд підписав з французьким урядом угоду про промислове співробітництво у цивільній атомній енергетиці.
Операційна частина угоди складається з угоди між Enel SpA та Électricité de France, яка дала початок спільному підприємству Sviluppo Nucleare Italia Srl 3 серпня 2009 року з часткою 50% з метою підготовки техніко-економічного обґрунтування будівництва в Італії щонайменше чотирьох ядерних реакторів третього покоління до 2020 року.
У 2011 році ENEL купила 50%, які EDF належала компанії Sviluppo Nucleare Italia, яка зараз на 100% контролюється ENEL Ingegneria e Innovazione SpA. Компанія мала збитки в 43 мільйони євро за два роки своєї діяльності, менші втрати для ENEL, а для EDF як SNI довірила значну частину досліджень і оцінок компаніям групи ENEL: відтепер компанія надаватиме послуги з інжинірингу та експлуатації, пов’язані з технологією EPR.
30 вересня 2009 року уряд Італії також підписав подібну угоду з адміністрацією Обами, яка стосується співпраці між Westinghouse і Ansaldo Nucleare (групи Finmeccanica).

### Референдуми 2011 року і закриття ядерної програми
9 квітня 2010 року Італія цінностей представляє пропозицію щодо проведення референдуму щодо нової італійської ядерної програми, метою якої є скасування частини декрету-закону від 25 червня 2008 року, п. 112 перетворено, зі змінами, законом від 6 серпня 2008 р., n. 133 та деяких статей закону від 23 липня 2009 р., п. 99 та наступний законодавчий декрет від 15 лютого 2010 р., n. 31 Після отримання зеленого світла від Касаційного Верховного Суду 7 грудня 2010 року питання референдуму було визнано прийнятним Конституційним Судом 12 січня 2011 року. На початку березня 2011 року в якості дати проведення референдуму пропонуються 12 та 13 червня 2011 року в контексті референдумів 2011 року про скасування закону.
Після аварії на АЕС «Фукусіма-Даїчі» 11 березня 2011 року Рада міністрів своїм декретом призупиняє дію законодавчого указу №. 31/2010 про розміщення ядерних майданчиків встановлює 12-місячний мораторій на італійську ядерну програму. Мораторій не стосується ні Агентства з ядерної безпеки, ні утилізації відходів. Згодом, 24 квітня 2011 року, Уряд визначив мораторій, уже встановлений статтею так званого «Омнібусного» закону «Про скасування положень, що стосуються будівництва нових АЕС», згідно з якими «Для набуття додаткових наукових доказів, за підтримки Агентства з ядерної безпеки, щодо профілів, що стосуються ядерної безпеки, беручи до уваги технологічний розвиток у цьому секторі та рішення, які будуть прийняті на рівні Європейського Союзу, немає визначення та реалізації програми для розміщення, будівництва та експлуатації атомних електростанцій на національній території.» На думку деяких коментаторів, це могло призвести до призупинення вже призначеного референдуму. Однак Верховний суд 1 червня вирішив підтвердити консультацію, однак формулюючи питання щодо нового законодавства, що міститься в Омнібусному декреті, а не щодо оригінального тексту, під яким підписи були зібрані минулого року, зокрема щодо параграфів 1 та 8 статті 5. Це параграфи, які зобов’язують уряд, скасувавши будівництво нових станцій, згодом реалізувати програму ядерної енергії на основі результатів аудиту, проведеного як італійським агентством, так і Європейським Союзом щодо безпеки станцій.
Після того, як референдум був проведений регулярно, питання було прийнято з кворумом близько 54% виборців і більшістю понад 94%. Тому ядерні норми так званого указу «Омнібус» скасовуються, що призводить до закриття нової ядерної програми.
У той же період, між 15 і 16 травня 2011 року, регіональний консультативний референдум був проведений на Сардинії, запропонований Sardigna Natzione Indipendentzia, з питання: «Чи ви проти встановлення на Сардинії атомних електростанцій і місць для зберігання радіоактивних відходів від них залишкових чи вже існуючих?» У консультації, підтриманій асоціацією з місцевими виборами, взяли участь 59,5% електорату та перемога голосів «За» з відсотком 97,1%.

### Нове пожвавлення дискусії (з 2022)
З огляду на вибори 2022 року, питання відновлення ядерної енергетики в Італії знову з'явилося в громадських і політичних дебатах, також через загострення кліматичної кризи, стрімке зростання цін на природний газ, пов'язане з вторгненням Росії в Україну і позитивною класифікацією ядерної енергії в Таксономії сталого фінансування Європейської Комісії. Зокрема, правоцентристська коаліція оголосила себе відкритою, а список «Дія – Італія Viva» зайняв відверто прихильну позицію, тоді як лівоцентристська коаліція, «Рух 5 зірок» та інші менші списки висловили свою опозицію.
Цей процес також продовжувався після виборів із законодавчим органом XIX скликання та урядом Мелоні: у травні 2023 року палата схвалила пропозицію, яка зобов’язує виконавчу владу взяти до уваги ядерну енергетику, тоді як уряд оголосив, що буде збирати установи та компанії, зацікавлені в розвитку ядерної енергії останнього покоління у вересні 2024 року.
Влітку 2024 року стало відомо, що уряд Італії на чолі з Джорджею Мелоні будував плани відновлення ядерної енергетики країни. Міністр навколишнього середовища та енергетичної безпеки Джільберто Пічетто зазначив, що до 2050 року атомна енергетика має забезпечувати щонайменше 11% електроенергії країни, або досягти показника у 20-22% за повного використання потенціалу країни. В січні 2025 року був заявлений намір фіналізувати план відновлення ядерної енергетики до кінця 2027 року.

## Перелік реакторів
| Назва        | Блок №. | Реактор | Реактор     | Статус                               | Чиста потужність (MW) | Початок будівництва | Комерційне використання | Закриття       |
| Назва        | Блок №. | Тип     | Модель      | Статус                               | Чиста потужність (MW) | Початок будівництва | Комерційне використання | Закриття       |
| ------------ | ------- | ------- | ----------- | ------------------------------------ | --------------------- | ------------------- | ----------------------- | -------------- |
| Каорсо       | 1       | BWR     | BWR-4 Mark2 | Відключений                          | 860                   | 1 січня 1970        | 1 грудня 1981           | 1 липня 1990   |
| Енріко Фермі | 1       | PWR     | WH 4-loop   | Відключений/виведення з експлуатації | 260                   | 1 липня 1961        | 1 січня 1965            | 1 липня 1990   |
| Трино-2      | 1       | PWR     |             | Незавершений                         | 950                   |                     |                         | 23 грудня 1987 |
| Трино-2      | 2       | PWR     |             | Незавершений                         | 950                   |                     |                         | 23 грудня 1987 |
| Гарільяно    | 1       | BWR     | BWR-1       | Відключений/виведення з експлуатації | 150                   | 1 листопада 1959    | 1 червня 1964           | 1 березня 1982 |
| Латина       | 1       | GCR     | Magnox      | Відключений/виведення з експлуатації | 153                   | 1 листопада 1958    | 1 січня 1964            | 1 грудня 1987  |
| Альто Лаціо  | 1       | BWR     |             | Незавершений                         | 982                   | 1 липня 1982        |                         | 1 січня 1988   |
| Альто Лаціо  | 2       | BWR     |             | Незавершений                         | 982                   | 1 липня 1982        |                         | 1 липня 1988   |

## Зовнішні посилання
- IAEA - Nuclear Power Reactors in the World, 2018 (PDF) (англ.). Vienna: iaea.org/pris/. maggio 2017. с. 88. ISBN 978–92–0–104017–6. ISSN 1011-2642. {{cite web}}: Перевірте значення |isbn=: недійсний символ (довідка)
- R. Guerzoni (SOGIN) (4 ottobre 2006). Decommissioning di una Centrale Nucleare - Esperienze e programmi (PDF) (італ.). Piacenza: ARPAE. с. 11, 24 (PDF). Процитовано 17 maggio 2018. {{cite web}}: |archive-url= вимагає |archive-date= (довідка)
- International Atomic Energy Agency - PRIS datebase - Italy (Italian Republic): Nuclear Power Reactors - Alphabetic (англ.). - Dal publisher dell'Agenzia internazionale per l'energia atomica
- Nuclear Energy Agency - Country proFile: Italy (англ.). - Dal publisher dell'Agenzia per l'energia nucleare
- World Nuclear Association - Nuclear Power in Italy (англ.). Архів оригіналу за 11 giugno 2020. Процитовано 7 agosto 2009. - Dal publisher della World Nuclear Association
- Puntata della trasmissione TV La Storia siamo noi - Rinascimento nucleare. [недоступне посилання з marzo 2018] - Dal publisher della Rai
- Servizio della trasmissione TV Report - Radioattività di stato (aggiornamento). Архів оригіналу за 12 aprile 2010. Процитовано 30 aprile 2018. - Dal publisher della Rai
- Eugenio Saraceno - Nucleare ed indipendenza energetica, mito e realtà (PDF).
- cablogrammi. pubblicati da Wikileaks riguardo al ritorno del nucleare in Italia
- L'Espresso (18 marzo 2011) "All'Italia mazzette sull'atomo".
- Il referendum sul nucleare dell'87 in Italia. Архів оригіналу за 30 maggio 2015. Процитовано 4 novembre 2019. raccontato da Marco Gisotti - Wikiradio
- Da dove spunta la “mappa segreta” delle centrali nucleari di cui parlano i Verdi